# Safranrebendolde
Die Safranrebendolde (Oenanthe crocata), auch Giftige Rebendolde genannt, ist eine Pflanzenart aus der Gattung Wasserfenchel (Oenanthe) innerhalb der Familie der Doldenblütler (Apiaceae).

## Beschreibung

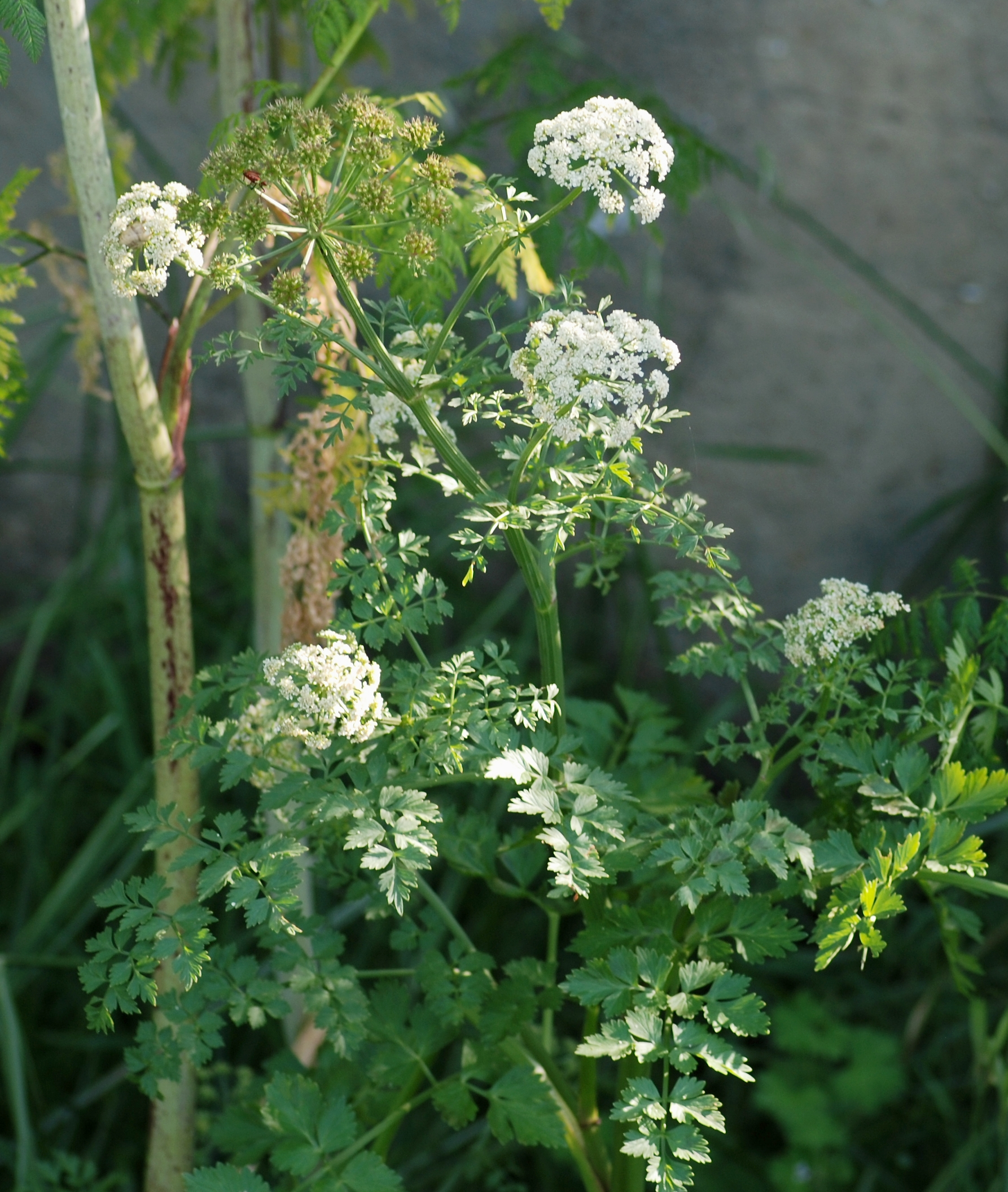
Habitus, Laubblätter und Blütenstand

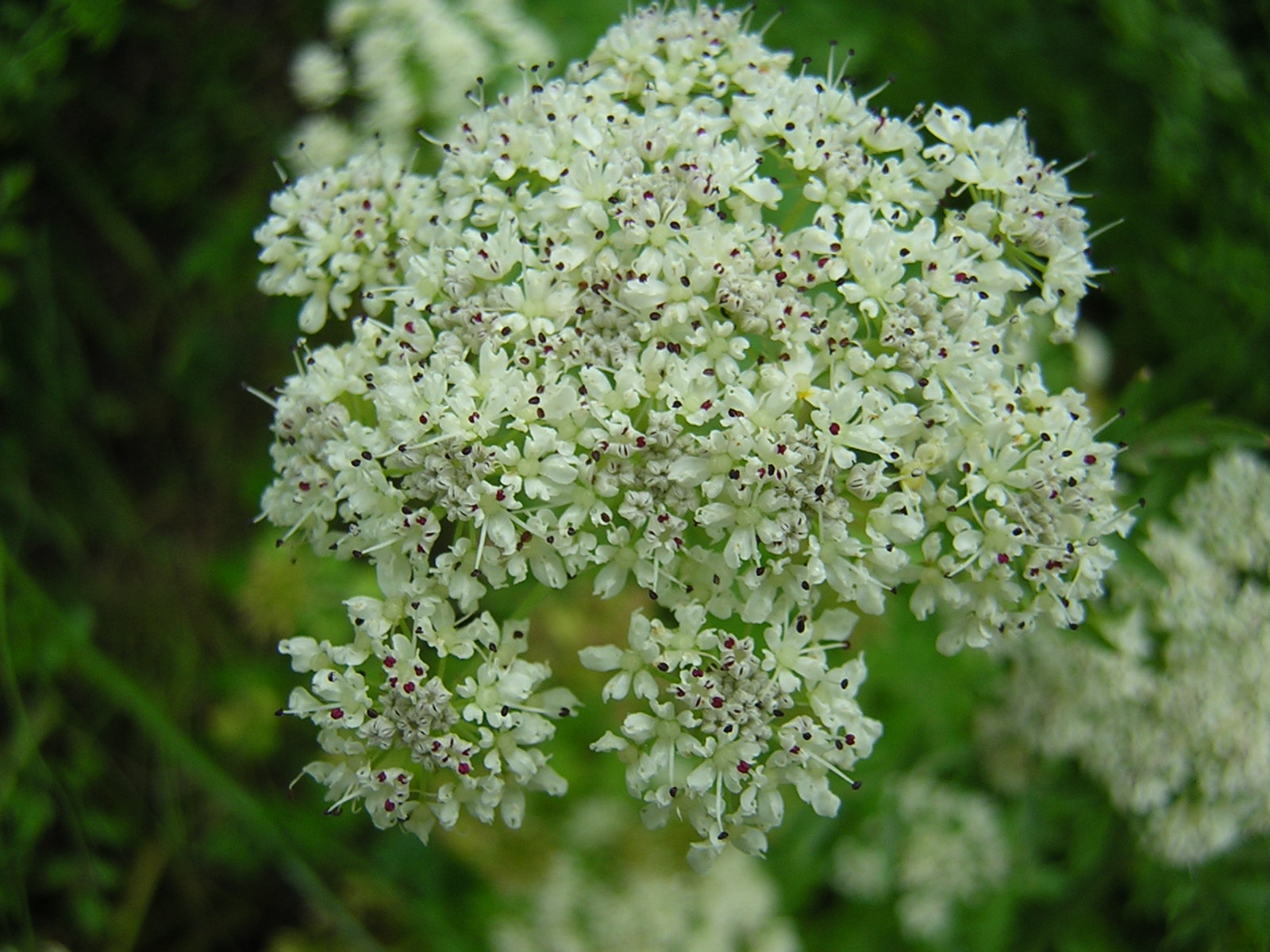
Doppeldoldiger Teilblütenstand von oben

### Vegetative Merkmale
Die Safranrebendolde ist eine ausdauernde krautige Pflanze, die Wuchshöhen von 50 bis 150 Zentimetern erreicht. Der knollig verdickte Wurzelstock (Speicherwurzel) ist handförmig geteilt, oft fünfteilig, die Knollen spindelförmig, (10-) 12 Zentimeter lang und (1,5-) 2 bis 3 Zentimeter breit. Alle oberirdischen Pflanzenteile sind kahl. Der aufrechte, oben reich verzweigte Stängel ist hohl und längsgerillt. Er ist grün und kann violett überlaufen sein. Die kurz gestielten, rein grünen Laubblätter sind am Grund stängelumfassend, sie sind zweifach bis dreifach (selten vierfach) gefiedert, die Fiederblättchen erster Ordnung gestielt, diejenigen zweiter Ordnung ebenfalls gestielt oder sitzend. Diese sind relativ breit (nicht schmal linealisch), im Umriss eiförmig bis rautenförmig.

### Generative Merkmale
Der endständige doldige Blütenstand ist relativ flach schirmförmig, die Dolde hat von null (keine) bis zehn, meist etwa fünf linealische Hüllblätter, die an den Doldenstrahlen anliegen und viel kürzer sind als diese, die Teildolden meist zehn Hüllchenblätter. Die Dolde besteht aus (5-) 15-25 (-40) Doldenstrahlen. Die ausdauernden Kelchzähne erreichen etwa 0,5 bis 0,7 (0,8) Millimeter Länge. Die weißen Kronblätter sind zum Rand hin etwas vergrößert. Die etwas bauchigen Früchte sind etwa 5 Millimeter lang (4 bis 5,5 mm, in Spanien bis 6,3 mm) bei etwa 2 Millimeter Breite und damit größer als bei vielen ähnlichen, verwandten Arten. Sie sind flach gerippt mit etwa zwei Millimeter langen Narben. Ihre Stiele sind zur Fruchtzeit nicht verdickt.
Die Art ist von anderen europäischen Arten der Gattung an den relativ breiten Fiederblättchen in Verbindung mit Form und Größe der Früchte unterscheidbar. Durch die relativ breiten Fiederblättchen kann es aber zur Verwechslung mit Sellerie kommen.
Die Chromosomenzahl beträgt 2n = 22.

## Vorkommen
Die Safranrebendolde kommt in Westeuropa und dem westlichen Mittelmeerraum vor. In Großbritannien und Irland ist sie weit verbreitet und lokal häufig, im Osten und in Zentralirland ebenfalls weit verbreitet, aber seltener. Sie kommt im Westen Frankreichs (entlang der Atlantikküste), im Norden bis in die Normandie, vor, das geschlossene Verbreitungsgebiet beginnt dabei erst südlich der Mündung der Seine, im Norden und an der belgischen Küste gibt es nur wenige alte Angaben. Auf der Iberischen Halbinsel ist sie im Westen überall verbreitet, sie fehlt im Osten Spaniens und auch auf den Balearen. In der Literatur angegebene Funde auch aus Marokko sind unsicher und bedürfen der Bestätigung. Im Mittelmeer ist die Art auf Korsika verbreitet. Auf Sardinien, wo sie seit der Antike bekannt war, ist sie bis heute vorkommend, aber sehr selten. Es gibt vereinzelte Funde an der französischen Mittelmeerküste, Angaben für das italienische Festland und die Insel Sizilien sind vermutlich irrtümlich erfolgt.
Im Jahr 1975 wurde die Art auf der Insel Voorne-Putten, nahe des ehemaligen Flugplatzes Oostvorne an der niederländischen Nordseeküste neu entdeckt. Später kamen weitere Funde auf der niederländischen Insel Ameland hinzu. 1989 wurde die Art auch an der deutschen Nordseeküste erstmals gefunden. Fundort waren deichnahe, salzarme Vorlandwiesen nahe Sankt Peter-Ording in Schleswig-Holstein. Möglicherweise werden die Samen durch Sturmfluten verbreitet.
2012 wurde die Art eingeschleppt am Ufer des Río de la Plata in Argentinien neu entdeckt. Sie dringt hier auch in natürliche und halbnatürliche Vegetation vor.
Die Safranrebendolde wächst in Großbritannien und auf der Iberischen Halbinsel weit verbreitet an Gräben, Gewässerufern und in anderen Feuchtgebieten. Im Nordosten ihres Verbreitungsgebiets ist sie offenbar wählerischer, möglicherweise begrenzen hier Fröste ihre Verbreitung, so dass sie nur direkt an der Küste überdauern kann.

## Giftpflanze
Nach antiken römischen Berichten, nach der Eroberung der Insel Sardinien von den Karthagern, benutzten die Sarden eine Giftpflanze, um rituell Verbrecher zu töten. Diese mussten erst einen Giftbecher trinken und wurden anschließend erschlagen oder von Klippen geworfen. Auffallend sei gewesen, dass die Gesichtszüge der Hingerichteten zu einem grinsenden Ausdruck verzerrt waren. Dieser wurde als sardonisches Lachen sprichwörtlich. Seit Albrecht von Haller wird die 'Safranrebendolde als „die wahre Herba Sardoa der Alten“ angesehen. Eine Arbeitsgruppe unter Leitung des Chemikers Giovanni Appendino hat diese Ansicht 2009 bestätigt.

### Giftige Pflanzenteile
Alle Pflanzenteile sind giftig (toxisch), besonders weisen die unterirdischen Pflanzenteile eine giftige Wirkung auf. Die oberirdischen Pflanzenteile scheinen die Giftstoffe weniger konzentriert zu enthalten. Der Pflanzensaft tritt bei Schnittwunden deutlich aus und hat die Eigenschaft, nach dem Austreten nachzudunkeln. Er enthält Polyacetylen-Alkohole, die an der Luft schnell zerstört werden und im Wurzelfleisch länger erhalten bleiben. Im Winter und zeitigen Frühjahr ist der Gehalt am höchsten. Bemerkenswert ist, dass die Pflanze bei Verzehr anders als nahe verwandte Arten weder bitter schmeckt noch ein Brennen auf der Zunge erzeugt, sondern im Gegenteil einen süßen und angenehmen Geschmack und Geruch besitzt.

Strukturformel von Önanthotoxin

### Toxikologie
Nach Aufnahme von Pflanzenteilen entwickeln nahezu alle Patienten nach einer halben bis ganzen Stunde Krämpfe. Der Krampf der Kiefermuskulatur führt zur Kieferklemme (Trismus), sie können bis zum Überstrecken des Rückens (Opisthotonus) führen. Der Krampf des Musculus levator anguli oris führt zum „sardonischen Lachen“. Krampfbedingte Bisse auf die Zunge in Verbindung mit erhöhtem Speichelfluss führen oft zu blutigem Speichel. Übelkeit mit Erbrechen und Bauchkrämpfe treten oft auf, in Verbindung mit den Krämpfen kann es dann zur Aspiration in die Lunge kommen. Später kommt es zu Rhabdomyolyse, zur Auflösung von Muskelfasern, dies zeigt sich etwa in Erweiterung der Pupillen. Dadurch droht Nierenversagen. Eine bis acht Stunden nach der Vergiftung kann es zum Tod durch Atemstillstand, Krampfanfälle, manchmal auch durch Kammerflimmern kommen. Als Antagonisten wirken Barbiturate, die deshalb bei Vergiftungen gegeben werden. Vergiftungen sind nicht häufig, aber wenn sie auftreten lebensbedrohlich. Bei 14 Fällen zwischen 1900 und 1978 lag die Todesrate bei 70 Prozent. Bessere Chancen haben Patienten, die die Pflanzen vor dem Verzehr gekocht hatten, da dabei das Gift zerstört wird.
Aus der Safranrebdolde wurden über 30 giftig wirkende Polyine isoliert. Hauptbestandteile sind Önanthotoxin und dessen Metabolit 2,3-dihydro-Önanthotoxin. Die Giftwirkung beruht auf Blockade von GABA-Rezeptoren, also Rezeptoren des Neurotransmitters GABA (γ-Aminobuttersäure).

## Heilkunde

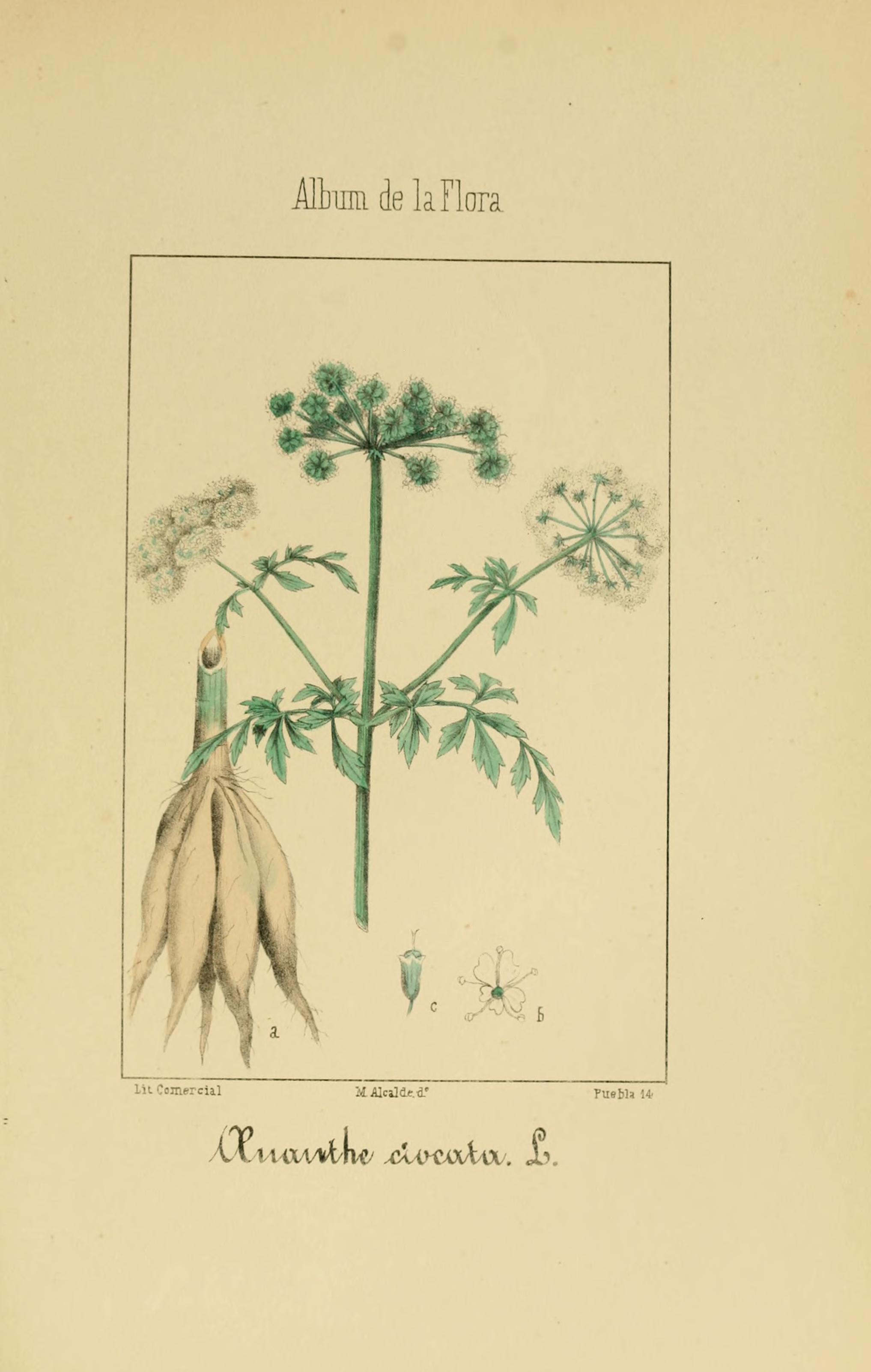
Illustration aus Album de la Flora médico-farmacéutica é industrial, indígena y exótica, Tafel 30

Nach dem „New-Kreuterbuch“ des Matthiolus (1626) wirken die Wurzeln angeblich hustenlindernd, steintreibend und gegen Einnässen. Bentley und Trimen (1880) verwendeten Oenanthe crocata gegen hartnäckige Hautausschläge. Nach einem Bericht von 1931 soll sie  die Anfallsbereitschaft bei Epilepsie positiv beeinflussen.
Die Homöopathie kennt Oenanthe crocata bei Epilepsie, besonders in Verbindung mit ausbleibender Regel, Schwangerschaft, Priapismus oder nach Verletzungen (wie Cicuta). Sie wird in den Potenzen D3 und D4 eingesetzt. Unter D3 ist die Konzentration zehnfach höher als unter D4 und es können Vergiftungserscheinungen auftreten. Verwendet wird das Homöopathikum Oenanthe crocata bei Epilepsie, Delirien, Schwindel, Ischämischen Schlaganfall und zur Nachbehandlung einer Hirnhautentzündung.

## Namenserklärung
Der Gattungsname Oenanthe setzt sich aus den altgriechischen Wörtern οίνος oinos für „Wein“ und ἄνθος ánthos für „Blüte“ oder „Blume“ zusammen, was sich auf die an Trunkenheit erinnernde Benommenheit bei beginnender Vergiftung zurückführen lässt. Das Artepitheton crocata bedeutet „safrangelb“ (nach dem Safrankrokus Crocus sativus) und bezieht sich auf den sich an der Luft gelb färbenden Saft.